# Межгорская поселковая община
Межгорская поселковая общи́на (укр. Міжгірська селищна громада) — территориальная община в Хустском районе Закарпатской области Украины.
Административный центр — посёлок Межгорье.
Население составляет 25 025 человек. Площадь — 559,6 км².

## Населённые пункты
В состав общины входит 1 посёлок (Межгорье) и 21 село: Верхний Быстрый, Вучково, Подчумаль, Голятин, Лесковец, Рекиты, Запеределье, Стригальня, Лозянский, Сопки, Майдан, Новоселица, Прислоп, Завийка, Титковцы, Репинное, Дил, Сухой, Соймы, Торунь и Лопушное.